# Matanza (ort)
Matanza är en ort i Colombia.   Den ligger i departementet Santander, i den norra delen av landet, 300 km norr om huvudstaden Bogotá. Matanza ligger 1 588 meter över havet och antalet invånare är 1 669.
Terrängen runt Matanza är bergig åt nordväst, men åt sydost är den kuperad. Matanza ligger nere i en dal. Runt Matanza är det ganska glesbefolkat, med 27 invånare per kvadratkilometer. Matanza är det största samhället i trakten. I omgivningarna runt Matanza växer i huvudsak städsegrön lövskog.